# Jessica MacDonald
Jessica Anne Marie MacDonald (* 27. Februar 1984 in Windsor, Ontario) ist eine kanadische Ringerin. Sie wurde 2012 Weltmeisterin in der Gewichtsklasse bis 51 kg Körpergewicht.

## Werdegang
Jessica MacDonald begann erst als Achtzehnjährige in einer High-School mit dem Ringen. Sie startete damals unter ihrem Geburtsnamen Jessica Bondy und ringt seit ihrer Eheschließung im Jahre 2009 unter dem Namen Jessica MacDonald. Der erste Verein, dem sie angehörte, war der Windsor Wrestling Club. Seit der Aufnahme eines Studiums im Jahre 2003 startet sie für den Brock St. Catherins Wrestling Club. Trainiert wird sie von Marty Calder. Sie ist Lehrerin. Zu Beginn ihrer Karriere startete sie noch in der Gewichtsklasse bis 55 kg, seit 2007 aber nur mehr in der Gewichtsklasse bis 51 kg Körpergewicht.
In den Siegerlisten taucht sie im Jahre 2003 erstmals auf, als sie bei den kanadischen Juniorenmeisterschaften in der Gewichtsklasse bis 51 kg den 5. Platz belegte. 2004 gewann sie bei den kanadischen Meisterschaften der Senioren hinter Lindsay Belisle und Teresa Piotrowski schon den 3. Platz. Kanadische Meisterin wurde sie erstmals 2009 vor Terry McNutt. 2011 und 2012 wiederholte sie diesen Titelgewinn, wobei sie beide Male vor Vanessa Brown und Genevieve Haley siegte.
Die internationale Karriere von Jessica MacDonald begann bei den Universitäten-Weltmeisterschaften 2008 in Thessaloniki. Sie gewann dabei eine Bronzemedaille hinter Katherine Fulp-Allen aus den Vereinigten Staaten und Maki Fujimoto aus Japan. Im gleichen Jahr wurde sie auch schon bei den regulären Frauenweltmeisterschaften in Tokio eingesetzt. Sie verlor dort ihren ersten Kampf gegen die vielfache Weltmeisterin Hitomi Sakamoto aus Japan, gewann dann gegen Helen Maroulis aus den Vereinigten Staaten und schied nach ihrem ersten Trostrundenkampf, den sie gegen Vanessa Boubryemm aus Frankreich verlor, aus und belegte den 5. Platz.
2009 landete sie bei den Weltmeisterschaften in Herning/Dänemark nur auf dem 24. Platz, weil sie dort gleich ihren ersten Kampf gegen Roksana Zasina aus Polen ziemlich deutlich verlor. Dass sie besser ist, als dieses Ergebnis aussagt, zeigte sie beim Welt-Cup im März 2010 in Nanjing/China, wo sie vor Li Shuang, China, und Julia Blahinja aus der Ukraine gewann. Bei den Weltmeisterschaften 2010 in Moskau erging es ihr aber wie 2009, denn sie verlor auch dort gleich ihren ersten Kampf gegen Tatjana Amanschol-Bakatschuk aus Kasachstan und erreichte deshalb nur den 15. Platz. Bei den Commonwealth-Spielen im Oktober 2010 wurde sie in New Delhi Dritte hinter Ifeoma Nwoye aus Nigeria und Babita Kumari aus Indien.
2011 siegte Jessica MacDonald bei den Panamerikanischen Meisterschaften in Rionegro (Kolumbien) vor Jessica Medina aus den Vereinigten Staaten und Wendy Iomara Martinez aus Mexiko. Im Juni 2011 war sie auch in Deutschland zu sehen, denn sie siegte in diesem Monat beim Großen Preis von Deutschland in Dormagen vor Jessica Bechtel aus Deutschland und Anna Lukasiak aus Polen. Bei den Weltmeisterschaften im August 2011 in Istanbul gewann sie dann mit einem Sieg über Maria del Mar Serrano Barcelo, Spanien, einer Niederlage gegen Samira Rachmanowa, Russland und Siegen über Sun Yanan, China, und Mareka Shidochi aus Japan eine WM-Bronzemedaille. Nach diesen Meisterschaften versuchte sie sich bei der kanadischen Olympiaausscheidung (Trials) für die Teilnahme an den Olympischen Spielen 2012 in London zu qualifizieren. Sie trainierte dazu in die Gewichtsklasse bis 48 kg ab, weil die Gewichtsklasse bis 51 kg nicht olympisch ist. Sie erreichte bei den Trials das Finale gegen die Olympiasiegerin von 2008 Carol Huynh und unterlag dieser knapp nach Punkten. Den Olympiastartplatz für 2012 erhielt deshalb Carol Huynh.
2012 wurde Jessica MacDonald, wieder in der Gewichtsklasse bis 51 kg ringend, in Colorado Springs erneut panamerikanische Meisterin. Sie verwies dabei Whitney Conder aus den Vereinigten Staaten und Mayara Amalia Graciano aus Brasilien auf die Plätze. Der größte Erfolg in ihrer Ringerlaufbahn gelang ihr dann im September 2012, als sie in Strathcona County/Kanada mit Siegen über Samira Rachmanowa, Babita Kumari und Sun Yanan Weltmeisterin wurde.

## Internationale Erfolge
| Jahr | Platz | Wettbewerb                                                | Gewichtsklasse | Ergebnisse |
| ---- | ----- | --------------------------------------------------------- | -------------- | --- |
| 2005 | 1.    | Toronto-Open                                              | bis 55 kg      | vor Jenny Nguyen und Golda Paharov, beide Kanada |
| 2006 | 1.    | Toronto-Open                                              | bis 55 kg      | vor Ashley Werner und Shannon Mullins, beide Kanada |
| 2007 | 2.    | Hargobind-Open                                            | bis 51 kg      | hinter Erica Sharp, vor Vanessa Brown, beide Kanada |
| 2007 | 2.    | Sunkist-Kids-Open in Phoenix (Arizona)                    | bis 51 kg      | hinter Mary Kelly, vor Leann Barney, beide USA |
| 2008 | 1.    | Brock-Open                                                | bis 55 kg      | vor Diana Ford und Leslie McCallum, beide Kanada |
| 2008 | 3.    | Universitäten-WM in Thessaloniki                          | bis 51 kg      | hinter Katherine Fulp-Allen, USA, und Maki Fujimoto, Japan |
| 2008 | 5.    | WM in Tokio                                               | bis 51 kg      | nach einer Niederlage gegen Hitomi Sakamoto, Japan, einem Sieg über Helen Maroulis, USA, und einer Niederlage gegen Vanessa Boubryemm, Frankreich                    |
| 2008 | 1.    | Hargobind-Open                                            | bis 51 kg      | vor Whitney Conder, USA, und Genevieve Haley, Kanada |
| 2009 | 1.    | Guelph-Open                                               | bis 51 kg      | vor Tery McNutt, Kanada, und Sam Stewart, England |
| 2009 | 2.    | Dave-Schultz-Memorial-International in Colorado Springs   | bis 51 kg      | hinter Patricia Miranda, USA, vor Helen Maroulis und Katherine Fulp-Allen                                                                                            |
| 2009 | 4.    | Welt-Cup in Taiyuan/China                                 | bis 51 kg      | hinter Dai Shiju, China, Helen Maroulis und Yu Horiuchi, Japan |
| 2009 | 1.    | Großer Preis von Deutschland in Dormagen                  | bis 51 kg      | vor Walerija Tschepsarakowa, Russland, Sofia Mattsson, Schweden, und Jekaterina Sergejewna Krasnowa, Russland                                                        |
| 2009 | 10.   | Golden-Grand-Prix in Baku                                 | bis 51 kg      | Siegerin: Tatjana Amanschol-Bakatschuk, Kasachstan vor Yuri Kai, Japan                                                                                               |
| 2009 | 3.    | Poland-Open in Warschau                                   | bis 51 kg      | nach einer Niederlage gegen Oleksandra Kohut, Ukraine, und Siegen über Jekaterina Krasnowa und Alexandra Engelhardt, Deutschland                                     |
| 2009 | 24.   | WM in Herning/Dänemark                                    | bis 51 kg      | nach einer Niederlage gegen Roksana Zasina, Polen |
| 2009 | 1.    | New-York-Athletic-Club-Open                               | bis 51 kg      | vor Jenny Nguyen und Sara Fulp-Allen |
| 2010 | 2.    | Guelph-Open                                               | bis 51 kg      | hinter Vanessa Brown, vor Genevieve Haley, beide Kanada |
| 2010 | 3.    | Dave-Schultz-International in Colorado Springs            | bis 51 kg      | hinter Li Hui, China, und Alexandra Engelhardt |
| 2010 | 1.    | Welt-Cup in Nanjing/China                                 | bis 51 kg      | vor Li Shuang, China, und Julia Blahinja, Ukraine |
| 2010 | 3.    | Großer Preis von Deutschland in Dormagen                  | bis 51 kg      | hinter Natalja Budu, Moldawien, und Estera Dobre, Rumänien |
| 2010 | 1.    | Canada-Cup in Guelph                                      | bis 51 kg      | vor Jade Parsons und Genevieve Haley, beide Kanada |
| 2010 | 15.   | WM in Moskau                                              | bis 51 kg      | nach einer Niederlage gegen Tatjana Amanschol-Bakatschuk |
| 2010 | 3.    | Commonwealth-Games in New Delhi                           | bis 51 kg      | hinter Ifeoma Nwoye, Nigeria, und Babita Kumari, Indien |
| 2010 | 1.    | Hargobind-Open                                            | bis 51 kg      | vor Miranda Dick, Kanada, und Whitney Conder, USA |
| 2010 | 1.    | New-York-Athletic-Club-Open                               | bis 51 kg      | vor Michaela Hutchinson und Gabrielle Henry, beide USA |
| 2011 | 1.    | Guelph-Open                                               | bis 51 kg      | vor Carol Huynh, Kanada, und Sara Fulp-Allen |
| 2011 | 1.    | Dave-Schultz-Memorial-International in Colorado Springs   | bis 51 kg      | vor Whitney Conder und Alexandra Engelhardt |
| 2011 | 2.    | Cerro Pelado-Cup in Havanna                               | bis 51 kg      | hinter Wendy Iomara Martinez, Mexiko |
| 2011 | 1.    | Welt-Cup in Lievin                                        | bis 51 kg      | vor Sun Yanan, Dawaasüchiin Otgontsetseg, Mongolei und Ljubow Salnikowa, Russland                                                                                    |
| 2011 | 1.    | Panamerikanische Meisterschaften in Niornegro (Kolumbien) | bis 51 kg      | vor Jessica Medina, USA, und Wendy Iomara Martinez |
| 2011 | 1.    | Großer Preis von Deutschland in Dormagen                  | bis 51 kg      | vor Jessica Bechtel, Deutschland, Anna Lukasiak, Polen, und Juldiz Eschimowa, Kasachstan                                                                             |
| 2011 | 1.    | Großer Preis von Spanien in Madrid                        | bis 51 kg      | vor Mayelis Caripa Castillo, Venezuela, und Vanessa Boubryemm |
| 2011 | 5.    | Intern. Turnier in Kiew                                   | bis 51 kg      | Siegerin: Olga Narepecha, Ukraine, vor Maria Iwanowna Weißrussland                                                                                                   |
| 2011 | 3.    | WM in Istanbul                                            | bis 51 kg      | nach einem Sieg über Maria del Mar Serrano Barcelo, Spanien, einer Niederlage gegen Samira Rachmanowa, Russland, und Siegen über Sun Yanan und Marke Shidochi, Japan |
| 2011 | 1.    | Sunkist-Kids-International-Open in Phoenix                | bis 48 kg      | vor Lindsay Prickett, Kanada, Alyssa Lampe und Jessica Medina, beide USA                                                                                             |
| 2011 | 1.    | New-York-Athletic-Club-International                      | bis 48 kg      | vor Clarissa Chun, USA, und Miya Yamamoto, Japan |
| 2012 | 2.    | Guelph-Open                                               | bis 51 kg      | hinter Venessa Brown, vor Jeasmine Mian, beide Kanada |
| 2012 | 1.    | Cerro Pelado-Cup in Havanna                               | bis 51 kg      | vor Vanessa Brown und Genevieve Haley |
| 2012 | 1.    | Panamerikanische Meisterschaften in Colorado Springs      | bis 51 kg      | vor Whitney Conder und Mayara Amalia Graciano, Brasilien |
| 2012 | 6.    | Welt-Cup in Tokio                                         | bis 51 kg      | Siegerin: Dawaasüchiin Otgontsetseg vor Yu Miyahara, Japan |
| 2012 | 1.    | Austrian-Lady-Open in Götzis                              | bis 51 kg      | vor Genevieve Haley und Mayelis Caripa Castillo |
| 2012 | 1.    | Canada-Cup in Guelph                                      | bis 51 kg      | vor Genevieve Haley und Stephanie Riopol, beide Kanada |
| 2012 | 3.    | Großer Preis von Spanien in Madrid                        | bis 51 kg      | hinter Jekaterina Krasnewa und Roksana Zasina |
| 2012 | 1.    | WM in Strathcona County/Kanada                            | bis 51 kg      | nach Siegen über Samira Rachmanowa, Babita Kumari und Sun Yanan |
| 2012 | 1.    | New-York-Athletic-Club-International-Open                 | bis 51 kg      | vor Haley Ruth Augello, USA, und Riho Ota, Japan |
| 2012 | 1.    | Brazil-Open in Rio de Janeiro                             | bis 51 kg      | vor Mayara Amalie Graciana |
| 2013 | 1.    | Welt-Cup in Ulan-Baator                                   | bis 51 kg      | vor Yu Miyahara und Li Shuang, China |
| 2013 | 1.    | Panamerikanische Meisterschaften in Panama-Stadt          | bis 51 kg      | vor Aguis Rivera, Venezuela, Patricia Bermudez, Argentinien und Idrimis Acea Garcia, Kuba                                                                            |
| 2013 | 2.    | Großer Preis von Deutschland in Dormagen                  | bis 51 kg      | hinter Kristina Yalowenko, Kasachstan, vor Burcu Kebic, Türkei, Melanie LeSaffre, Frankreich und Nina Hemmer                                                         |

## Kanadische Meisterschaften
| Jahr | Platz | Gewichtsklasse | Ergebnisse                                   |
| ---- | ----- | -------------- | -------------------------------------------- |
| 2004 | 3.    | bis 51 kg      | hinter Lindsay Belisle und Teresa Piotrowski |
| 2006 | 3.    | bis 55 kg      | hinter Britt Laverdure und Andrea Ross       |
| 2008 | 3.    | bis 51 kg      | hinter Carol Huynh und Genevieve Haley       |
| 2009 | 1.    | bis 51 kg      | vor Terry McNutt                             |
| 2011 | 1.    | bis 51 kg      | vor Vanessa Brown und Genevieve Haley        |
| 2012 | 1.    | bis 51 kg      | vor Vanessa Brown und Genevieve Haley        |

## Erläuterungen
- alle Wettbewerbe im freien Stil
- WM = Weltmeisterschaften